# Дреново (Софија)
Дреново (буг. Дреново) је село у Западној Бугарској. Налази се у општини Костинброд, Софијска област.

## Географија
Насеље Дреново се налази у планинском крају, у близини насеља Друмша. Дреново је насеље од 40-50 кућа људи из других насеља, распоређених у неколико заселака. Има их и локалних, али су у малом проценту. Кроз Дреново протиче река без имена, која се улива у водопаде, понекад формирајући мочваре и језера. Налази се у западној Старој планини, на малој надморској висини, о чему сведоче мешовите шуме.

## Историја
Некада насеље са сталним становништвом, данас је Дреново углавном вила. Црква сведочи о цветању насеља пре 30 година, са сеоским тргом, мегданом итд. Пронађене су напуштене куће од блата и сламе које датирају још из турског доба. Камени зидови висине до 1 метар били су карактеристични за првобитне бунаре, а у шумама се налазе питоми јанки и суве шљиве - сведочанство о животу некада.

## Културне и природне атракције
У близини је Искарска клисура, која се види са овог места.

## Редовни догађаји
Црквени сабор Велике Богородице (15. август)

## Занимљиве чињенице
Општина Костинброд тражи место за кокошињце (предузеће у коме се покушава вештачки излећи и одгајати пилићи). У потрази за погодним местом узимани су узорци ваздуха из целе Бугарске, али је Дреново било најчистије. И данас се виде зграде, давно напуштене.